# Raiffeisenbank Sulzbach-Rosenberg
Die Raiffeisenbank Sulzbach-Rosenberg eG war eine Genossenschaftsbank mit Sitz in Sulzbach-Rosenberg. Ihr Geschäftsgebiet, im Landkreis Amberg-Sulzbach, erstreckte sich von der Gemeinde Königstein im Norden bis zur Gemeinde Birgland im Süden.

## Geschichte
Zurückführend ist die Gründung auf das Gedankengut des Sozialreformers Friedrich Wilhelm Raiffeisen. Die aktive Tätigkeit der Raiffeisenbank Sulzbach-Rosenberg eG, mit Sitz in Sulzbach-Rosenberg, geht zurück auf den 9. Februar 1900, als 25 Mitglieder in Rosenberg den Darlehenskassenverein Rosenberg und Umgebung gegründet haben. Die später fusionierte Raiffeisenbank Hahnbach eG wurde schon am 28. Dezember 1894 gegründet.

## Geschäftsstellen
Neben dem Hauptsitz in Sulzbach betrieb die Raiffeisenbank Sulzbach-Rosenberg eG Geschäftsstellen in Edelsfeld, Hahnbach, Illschwang, Königstein und Vilseck sowie zwei Selbstbedienungsgeschäftsstellen in Schwend (Birgland) und Rosenberg.

## Geschäftsbereich
Die Raiffeisenbank war als Universalbank sowohl im Privatkunden- als auch im Firmenkundengeschäft tätig. Als regionale Bank betreute sie vornehmlich Kunden aus ihrem Geschäftsgebiet. Die Bank arbeitete mit den Verbundpartnern der genossenschaftlichen FinanzGruppe Volksbanken Raiffeisenbanken, unter anderem mit der Bausparkasse Schwäbisch Hall, DZ Bank AG, easyCredit, R+V Versicherung und Union Investment, zusammen. Zudem war sie der Sicherungseinrichtung des Bundesverbandes der Deutschen Volksbanken und Raiffeisenbanken angeschlossen.